# Мэтьюс Бёруэлл, Сильвия
Сильвия Мэри Мэтьюс Бёруэлл (англ. Sylvia Mary Mathews Burwell), урождённая Сильвия Мэри Мэтьюс (англ. Sylvia Mary Mathews; 23 июня 1965) — американский политик, 22-й министр здравоохранения и социальных служб США (2014—2017).

## Биография
Сильвия Мэтьюс родилась и выросла в Хинтоне (Западная Вирджиния). Дочь бывшего мэра Хинтона Клео Мэтьюс (в девичестве Марудас) и доктора Уильяма Питера Мэтьюса, бывшего оптометриста. Бабушка и дедушка Сильвии по материнской линии — Василики Мпакарес и Деннис Н. Марудас — иммигранты из Греции, как и родители её отца.
В 1987 году Сильвия Мэтьюс окончила с отличием Гарвардский университет со степенью бакалавра в государственном управлении. В качестве стипендиата Родса получила степень бакалавра по специальностям философия, экономика и политика в Оксфордском университете.
С 1990 по 1992 год работала в McKinsey and Company, входила в экономический блок переходной команды Билла Клинтона в 1992 году. С 1993 по 1995 год являлась директором по персоналу Национального экономического совета, с 1995 по 1997 год возглавляла аппарат министра финансов США Эдварда Рубина, а в 1997—1998 годах являлась заместителем главы администрации президента Клинтона. В 2001 году начала работать в фонде Билла и Мелинды Гейтс, где со временем заняла должность главного операционного директора. 14 октября 2011 года стала президентом благотворительного фонда Walmart.
В администрации президента Обамы Мэтьюс-Бёруэлл возглавляла Административно-бюджетное управление, занималась в том числе и проведением в жизнь реформы здравоохранения и защиты пациентов.
11 апреля 2014 года президент Обама представил кандидатуру Мэтьюс Бёруэлл на должность министра здравоохранения и социальных служб США, и 5 июня 2014 года Сенат большинством 78 голосов против 17 утвердил её назначение. Все сенаторы, подавшие голоса против этого решения, принадлежали к Республиканской партии, но 24 республиканца присоединились к 52 демократам и двум независимым. 9 июня 2014 года Сильвия Мэтьюс Бёруэлл принесла присягу и вступила в должность.

## Семья
В 2007 году Сильвия Мэтьюс вышла замуж за Стивена Бёруэлла, у супругов есть двое детей.